# Leo Cosyns
Leon Joannes Lodewijk Maria (Leo) Cosyns (Meerbeke, 28 september 1875 - aldaar, 12 december 1964) was een Belgisch advocaat, notaris en politicus voor de Katholieke Partij en diens opvolger het Katholiek Verbond van België.

## Levensloop
Leon Jean Cosyns was de zoon van Louis Hubert Cosyns, brouwer en schepen te Meerbeke, en Elise Godts.
Beroepshalve werd Cosyns in 1903 advocaat aan de balie van Gent (volgens COCK M., COSYNS R., Une famille notable. De familie Cosyns. Deel 3, Het Land van Aalst, 2010, nr. 4, p. 278: advocaat bij het Hof van Beroep in Brussel) en vanaf 1913 notaris te Meerbeke, een functie die hij uitoefende tot aan zijn dood in 1964.
In 1908 werd hij aangesteld als burgemeester van Meerbeke in opvolging van Karel Van Vreckem, een functie die hij uitoefende tot 1921 toen hij werd opgevolgd door Jan Richard Van Snick.
Bij de parlementsverkiezingen van 2 juni 1912 is hij als burgemeester kandidaat op de katholieke kamerlijst van Charles Woeste. Hij wordt met 3.178 voorkeurstemmen plaatsvervangend volksvertegenwoordiger. Ook bij de volgende verkiezingen van 24 mei 1914 is hij nogmaals kandidaat op de katholieke kamerlijst en behaalt hij 1.795 voorkeurstemmen. In 1939 is hij een laatste maal zonder gevolg kandidaat voor de senaatslijst in het arrondissement.
Vanaf 1939 werd hij schepen in deze gemeente, een functie die hij uitoefende tot hij in 1945 Jan Walckiers opvolgde als burgemeester. Hij werd in deze hoedanigheid in 1946 opgevolgd door Polydore Roosens.
Hij liet aan de Halsesteenweg op het domein van het Kasteel van Vreckem een villa optrekken, in de volksmond bekend als het kasteel Cosyns.
Leon Jean Cosyns is op 23 april 1923 een van de stichters van het lucifersbedrijf L'Universelle Allumettière S. A. te Ninove. De naam van het bedrijf wordt het jaar daarop gewijzigd in Usines Merckx & Co naar de naam van de familie-participanten Merckx. Leon Jean wordt er met 1/3 van de
aandelen de grootste aandeelhouder. Onenigheid tussen Leon Jean en de aandeelhouders uit de familie Merckx leidt evenwel toch tot een
fusie op 11 december 1931 van dit bedrijf met het Zweedse L' Union Allumettière.
Hij was gehuwd en had twee zonen, waaronder Etienne Cosyns.